# Зграда Аграрне банке
Зграда Аграрне банке се налази на углу Трга Николе Пашића и Влајковићеве улице, на територији општине Стари Град, у Београду, има статус споменика културе. Изграђена је према пројекту архитеката Петра и Бранка Крстића.

## Историја
Управни одбор Привилеговане аграрне банке расписао је конкурс за нову, репрезентативну зграду банке крајем 1930. године, а сама  зграда сазидана је између 1932. и 1934. године као једна од последњих банкарских палата Београда између два светска рата, којима је репрезентована политичка и економска снага државе. Браћа Крстић су на конкурсу освојили трећу награду, али је ипак донета одлука да се изградња повери њима, уз измену првобитне концепције фасаде.
Након Другог светског рата у згради Аграрне банке се налазило седиште Централног комитета Комунистичке партије Југославије, односно Савеза комуниста Југославије све до пресељења у Палату на Новом Београду, 1965. године. Од 1960. године у згради је почео „привремено” да ради Музеј Револуције народа и народности Југославије, који је у овој згради остао све до свог утапања у новоосновани Музеј историје Југославије, 1996. године. У саставу Музеја историје Југославије зграда је остала до 2006. године када се у њу уселио Историјски музеј Србије.

## Архитектура
Конципирана је као репрезентативни пословни објекат са угаоном, заобљеном фасадом и монументалном улазном партијом. Својим архитектонским карактеристикама грађевина спада у групу грађевина на којима су аутори остварили компромис између академског и модернистичког схватања архитектуре и може се сматрати ремек-делом српског ар декоа. Троделна подела фасаде, оживљене низом јонских стубова у приземној зони и карактеристичним кровним венцом, дала је академско обележје спољном изгледу зграде, док композиција целине и функционално решење основе одражавају опредељење аутора за модернистичку концепцију архитектуре. Дело је браће Петра и Бранка Крстића, који су овим пројектом дали значајан допринос формирању изгледа централне зоне Београда и спада у њихова најзначајнија остварења. Конструкција зграде је у армиранобетонском бондруку, а фасада је обложена беловодским пешчаром.
После Другог светског рата, зграда је претрпела извесне измене и надзидана је према пројекту браће Крстић (омладинске бригаде су радиле 1949).
У згради се данас налази Историјски музеј Србије.

### Скулптура
Аутор скулптура и бројних рељефа у степенишном холу Аграрне банке је вајар Лојзе Долинар, а главни портал и гитере у колонади израдио је Миленко Ђорђевић.

## Галерија
- Зграда Аграрне банке — детаљ
- Зграда Аграрне банке — детаљ
- Зграда Аграрне банке — детаљ
- Зграда Аграрне банке — детаљ
- Зграда Аграрне банке — детаљ

- Зграда Аграрне банке
- Зграда Аграрне банке — детаљ
- Зграда Аграрне банке — детаљ